# 薩摩川内市立峰山小学校
薩摩川内市立峰山小学校（さつませんだいしりつ みねやましょうがっこう）は、鹿児島県薩摩川内市高江町にある市立小学校。

## 概要
児童数は2015年4月現在35人が在籍している。

## 歴史
- 1869年（明治2年） - 村立手習所を開設
- 1894年（明治27年） - 高江村立峰山小学校となる
- 1901年（明治34年） - 峰山尋常小学校と改称
- 1941年（昭和16年） - 国民学校令施行に伴い、峰山国民学校と改称
- 1947年（昭和22年） - 学制改革により高江村立峰山小学校と改称
- 1956年（昭和31年） - 高江村が川内市に編入されたのに伴い、川内市立峰山小学校に改称
- 2004年（平成16年） - 川内市が新設合併し、薩摩川内市となったのに伴い、薩摩川内市立峰山小学校と改称

## 通学区域
峰山小学校の通学区域は以下の区域が指定されている。
- 高江町

## 進学先中学校
- 薩摩川内市立川内中央中学校[2]

## 周辺施設
- JA高江支所